# Кондратович, Лука Лукич
Лука Лукич Кондратович (17 октября 1866, Минск — ?) — российский и украинский генерал, входил в руководящий состав антисоветской Туркестанской военной организации.

## Биография
Православный. Из дворян. Образование получил в Псковском кадетском корпусе. В службу вступил 31.08.1885. Окончил 3-е военное Александровское училище (1887). Выпущен в 15-й стр. полк (ранее батальон). Подпоручик (ст. 07.08.1887). Поручик (ст. 11.08.1890). Окончил Николаевскую академию Генерального штаба (1893; по 1-му разряду). Штабс-Капитан (пр. 1893; ст. 20.05.1893; за отличие). Состоял при Омском ВО. Ст. адъютант штаба войск Семиреченской области (24.10.1894-21.06.1895). Капитан (ст. 02.04.1895). Помощник ст. адъютанта штаба Омского ВО (21.06.1895-02.11.1896). Ст. адъютант штаба 11-й пех. дивизии (02.11.1896-16.01.1898). Цензовое командование ротой отбывал в 124-м пехотном Воронежском полку. Ст. адъютант штаба 9-го армейского корпуса (16.01.1898-07.03.1900). Прикомандирован к Чугуевскому пех. юнкерскому училищу для преподавания военных наук (07.03.1900-27.08.1903). Подполковник (ст. 09.04.1900). Цензовое командование батальоном отбывал в 124-м пех. Воронежском полку (01.05.-06.09.1902). Был прикомандирован к кавалерии (17.07.-17.08.1903). Начальник штаба 1-й Кавказской казачьей дивизии (27.08.1903 — 08.12.1904). Полковник (пр. 1904; старшинство с 28.03.1904; за отличие).
Участник русско-японской войны 1904 — 1905. Штаб-офицер при управлении 2-й пешей пластунской бригады Кубанского казачьего войска (08.12.1904-26.06.1905). Командир 7-го стр. полка (26.06.1905-09.04.1913). Генерал-майор (пр. 1913; старшинство с 09.04.1913; за отличие). С 09.04.1913 начальник штаба войск Семиреченской области. Начальник Ташкентского военного училища (с июля 1914 г. по 19.01.1915).
Участник Первой мировой войны. Начальник штаба 23-го армейского корпуса (22.12.1914-02.11.1915) с переводом в Ген. штаб. Начальник 1-й отд. пех. бригады (с 02.11.1915; на 08.12.1915). Командующий 1-й пехотной дивизией (10.12.1916 −18.05.1917). Состоял в резерве чинов при штабе Двинского ВО (с 18.05.1917).
Участник 1-го и 2-го Украинских военных съездов. В июне 1917 избран членом Украинского генерального военного комитета (начальник отдела специальных служб) и включен в состав Украинской Центральной Рады. В отличие от социалистического большинства УЦР, отстаивал необходимость формирования регулярной национальной армии. Выполнял особые поручения Генерального секретариата военных дел.

В 1918 году входил в состав руководства Туркестанской военной организации. Занимался подготовкой антисоветского восстания в Ташкенте. Однако преждевременное вооруженное выступление против большевиков в январе 1919 года сорвало эти планы. Из отчета Кашгарской миссии 1918−1920 годов английского подполковника Фредерика Маршмана Бейли: 
«Это восстание сорвало планы генерала Кондратовича. Он хотел дождаться, пока я получу ответ из Кашгара или от наших солдат из Транскаспия, и подготовить выступление в Ташкенте в связке с продвижением, ожидавшемся из Транскаспия, или, если продвижения не последовало бы, в координации с действиями Иргаша в Фергане и казаками Дутова, находившимися на железной дороге между Оренбургом и Ташкентом. Совершенно не было никакой координации между различными силами, ведущими борьбу против большевиков».

## Награды
- Орден Святого Станислава 3-й ст. (1895);
- Орден Святой Анны 3-й ст. (1902);
- Орден Святого Станислава 2-й ст. с мечами (1906);
- Орден Святого Владимира 4-й ст. (1908; 09.03.1910);
- Орден Святой Анны 2-й ст. (27.04.1909);
- Орден Святого Владимира 3-й ст. с мечами (ВП 02.03.1915);
- Орден Святого Станислава 1-й ст. (ВП 26.05.1915);
- Орден Святой Анны 1-й ст. с мечами (08.12.1915).